# 697
سنة 697 م كانت سنة بسيطة تبدأ يوم الإثنين (الرابط يظهر نموذج التقويم الكامل للسنة) من التقويم اليولياني. بدأت تسمية السنة ب697 منذ العصور الوسطى المبكرة، عندما أصبح تقويم أنو دوميني هو الأسلوب السائد في أوروبا لتسمية السنوات.

## أحداث
- قيام الحجاج بن يوسف الثقفي بعزل أمية بن عبد الله بن خالد عن ولاية خرسان بعد أن استمرت قرابة الأربع سنوات.

## وفيات
- جابر بن عبد الله بن عمرو بن حرام صحابي وراوي حديث
- شريح القاضي قاضي عراقي